# Mechanicsville, Maryland
Mechanicsville är en så kallad census-designated place i St. Mary's County i Maryland. Vid 2010 års folkräkning hade Mechanicsville 1 508 invånare.